# Locomotoras eléctricas Estado serie 1000

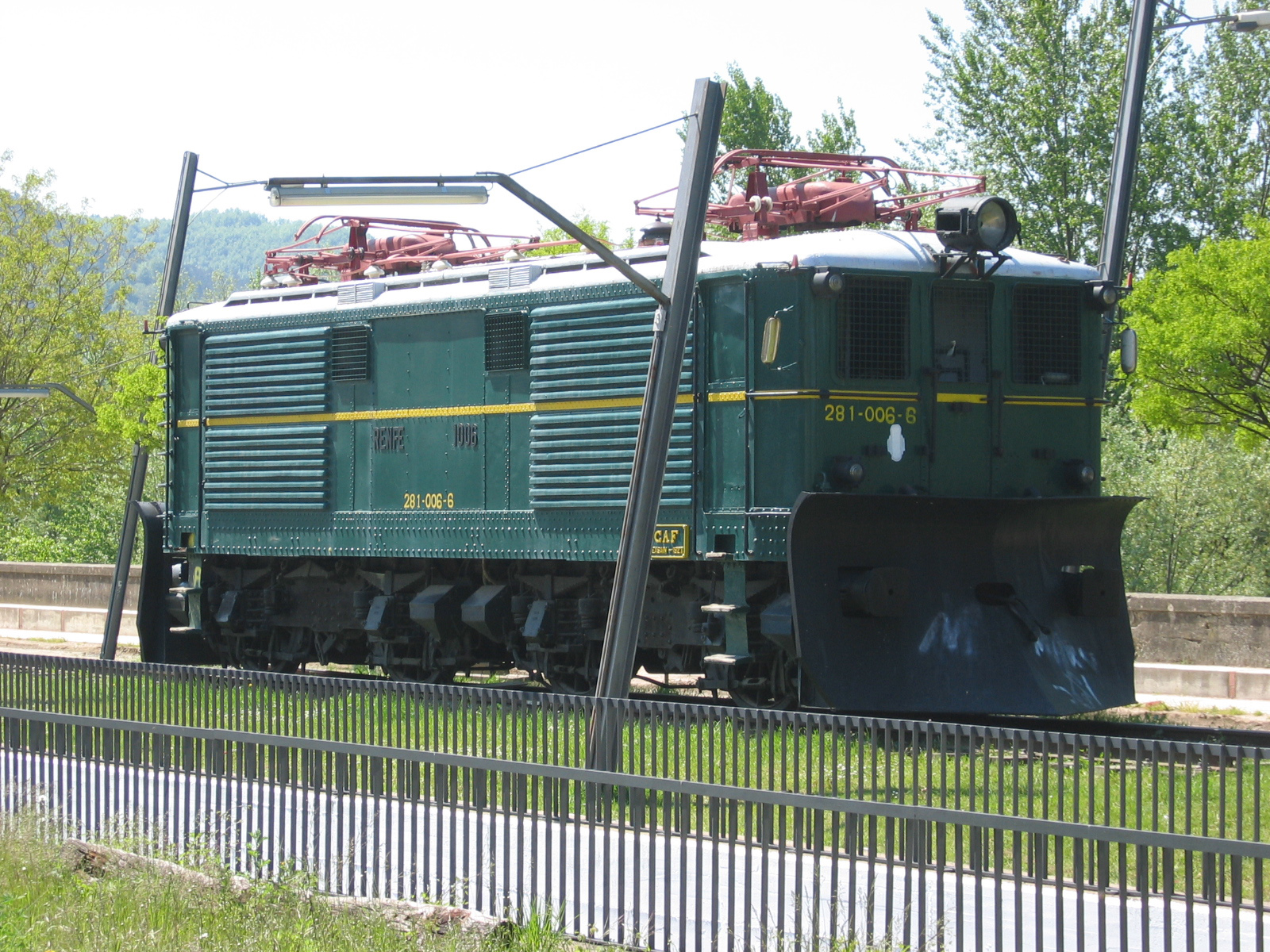
Locomotora 1006 en la playa de vías de la estación de Ripoll

Constituidas por tan solo siete unidades, las locomotoras eléctricas de la serie 1000 fueron construidas en 1927 para dar servicio al Ferrocarril Transpirenaico Oriental, en la línea de Ripoll a Puigcerdá y a la estación francesa de Latour-de-Carol, cuya electrificación realizó directamente el Estado en 1929. Años después fueron renumeradas como la serie 281 de RENFE.

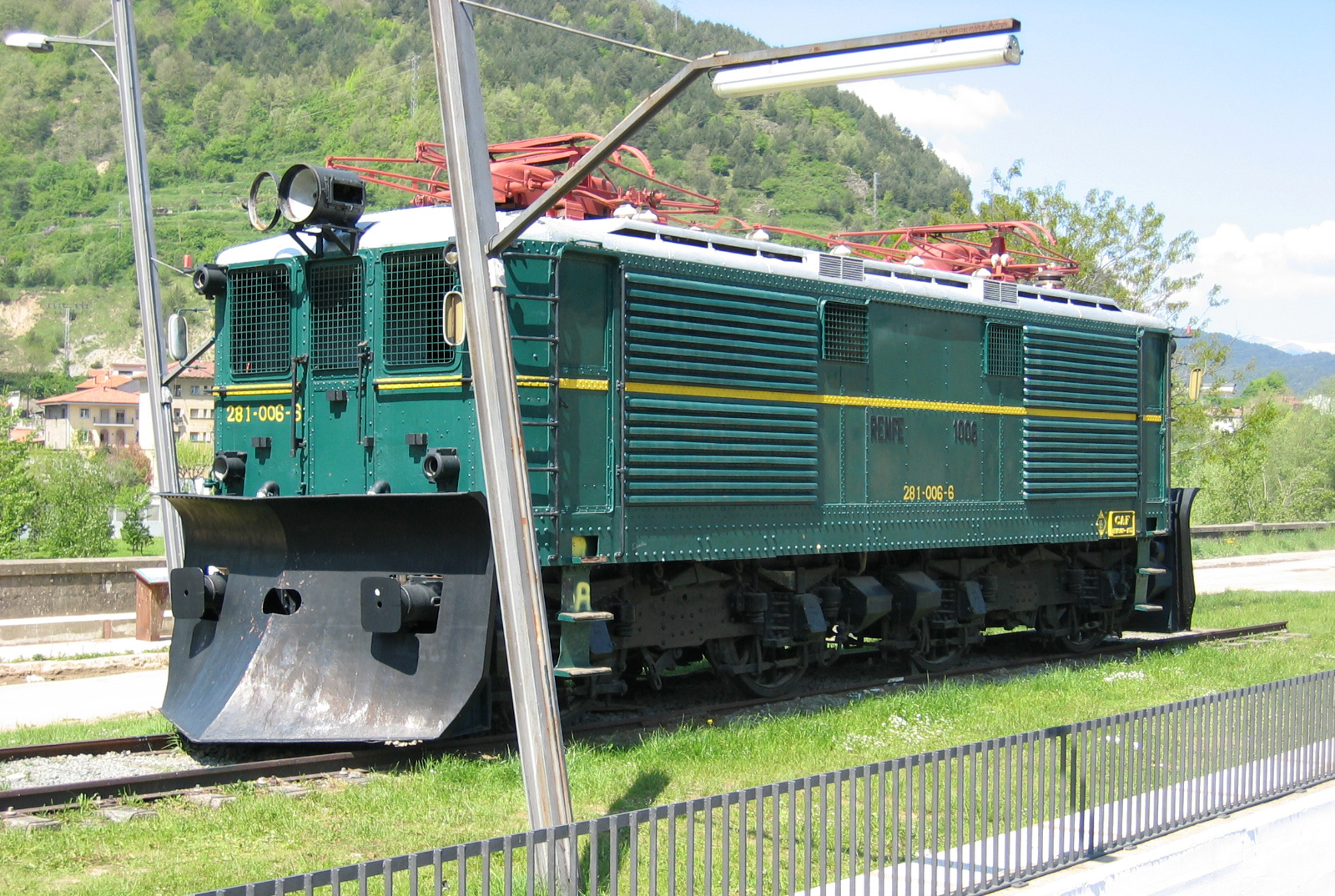
Locomotora 1006, expuesta en la playa de vías de Ripoll

## Historia
En 1929 se inauguraba el enlace internacional transpirenaico entre las estaciones de Latour-de-Carol y Puigcerdá, que daba continuación a la línea gerundense de vía ancha de Ripoll a Puigcerdá, que había sido inaugurada en su totalidad el 22 de octubre de 1922. En un primer momento y hasta la llegada de la tracción eléctrica, la línea fue explotada mediante tracción vapor con locomotoras de la compañía Norte y por las 242 ténder fabricadas por La Maquinista Terrestre y Marítima (MTM), en Barcelona.
La explotación con vapor había sido muy costosa debido a las duras rampas del tramo, por lo que pronto el Estado consideró necesario electrificar los 53 km de la línea y a la vez unir la estación fronteriza de Puigcerdá con la francesa de Latour-de-Carol. La tensión elegida fue de 1,5 kV en corriente continua, a semejanza de la línea de Barcelona a San Juan de las Abadesas, explotada por Norte y de la línea francesa Aux-Les-Termes a Latour-de-Carol, explotada por la Compagnie du Midi.
Para dar servicio al tramo recién electrificado el Estado encargó a las empresas Compañía Auxiliar de Ferrocarriles, actualmente Construcciones y Auxiliar de Ferrocarriles, S.A. (CAF), de Beasáin (Guipúzcoa) y a la francesa Constructions Electriques de France (CEF), de Tarbes, la construcción de siete locomotoras que fueron ensambladas por CAF en su factoría guipuzcoana en 1927. La parte eléctrica, por su parte, fue suministrada por la compañía francesa.
En la localidad de Ripoll, las locomotoras de la serie 7000 de la compañía Norte, que remolcaban los trenes desde Barcelona, y que no estaban autorizadas a circular, a pesar de que eran eléctricas, por la vía del transpirenaico, eran sustituidas por las populares locomotoras de la serie 1000 hasta el final del trayecto. El cambio de máquinas constituía todo un ritual, pues los aproximadamente 15 minutos necesarios eran aprovechados por los viajeros para estirar las piernas y tomar un café en la cantina. Hasta 1982 la tracción de los trenes de viajeros en el último trazado de la línea corrió a cargo de estas locomotoras eléctricas. En Ripoll, además de un depósito, hubo que habilitar en espacio para taller, dotado de 60 metros de vías provistas de foso, encargado de tener a punto estas locomotoras y de reparar ocasionalmente otros vehículos que circulaban por la línea. Fueron unas máquinas emblemáticas, pues circularon exclusivamente por este tramo de línea y tan solo de forma excepcional fueron vistas en Barcelona y Gerona.

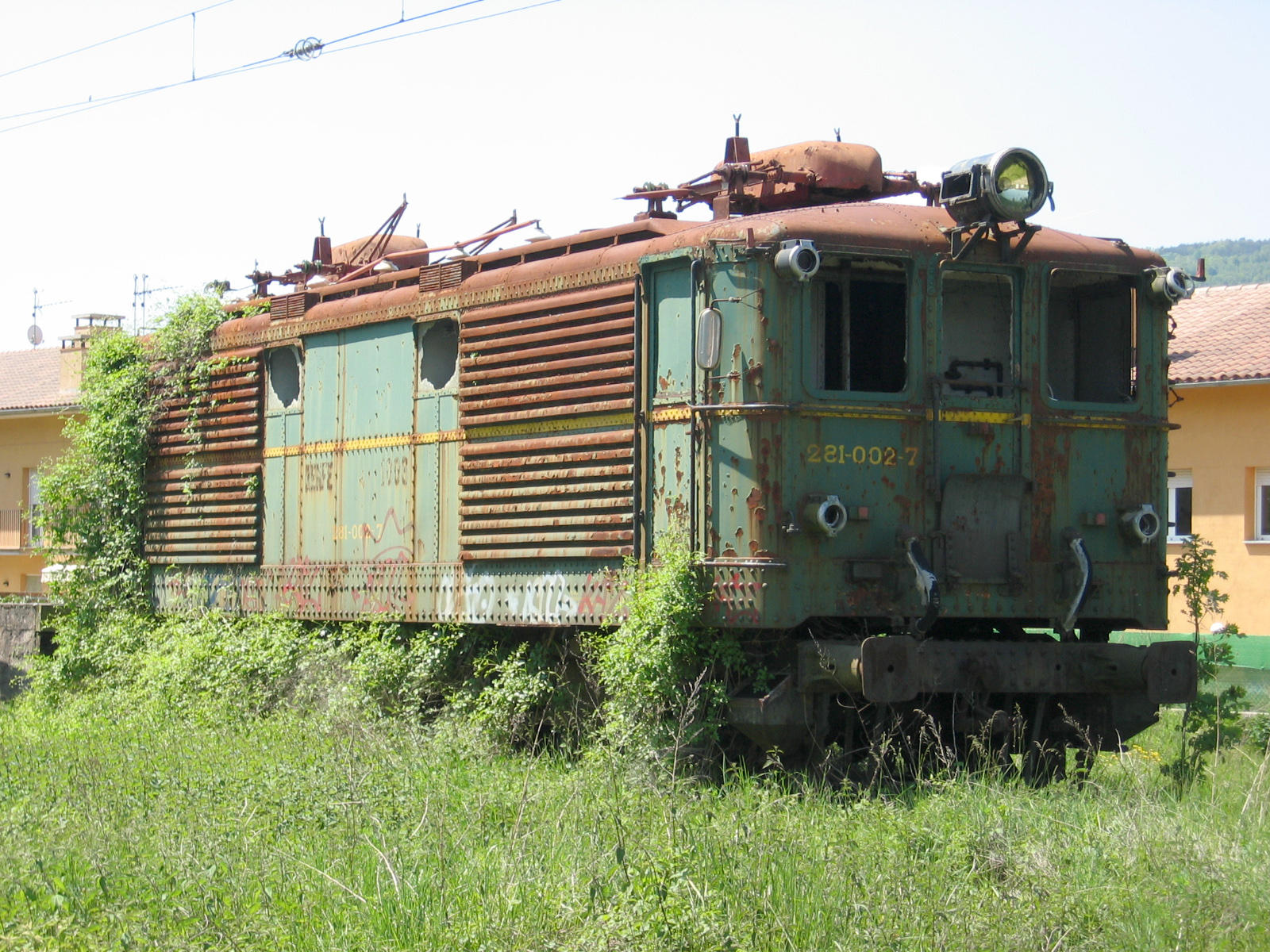
Locomotora 1002, abandonada en la playa de vías de la estación de Ripoll

## Características técnicas
Las siete locomotoras eran prácticamente idénticas a sus homólogas francesas de la Compagnie du Midi serie E-4001 a E-4040, construidas entre 1922 y 1928, aunque con algunas mejoras en el proceso constructivo que les dieron gran eficiencia y disponibilidad en su vida útil. Externamente solo se distinguían por algunos detalles como las ventanillas laterales de la caja del modelo español en lugar de las cuatro rejillas del francés. Cada locomotora disponía de cuatro motores de tracción, situados en los dos bogies, del tipo DK 80, diseñados para trabajar a 1.500 v, lo que les proporcionaba una potencia en cada motor de 250 CV (184 kW). Disponían de freno de aire comprimido para la locomotora y de bomba de vacío para el resto del tren, así como de freno reostático que permitía la retención en pendiente de la composición remolcada. Su peso era de 74,8 t.
Cuando las líneas del transpirenaico pasaron a Renfe, las locomotoras sufrieron la primera modificación, sustituyéndose el único faro de cola por cuatro pequeños de posición y cambiándose el nombre de ESTADO de las placas por el de RENFE, perdiendo la letra E que precedía a la serie. Los topes fueron sustituidos por los modelos unificados y la pintura externa incorporó el fileteado amarillo de la tracción eléctrica.
El 12 de octubre de 1965 la compañía Renfe inauguraba el cambio de tensión de toda la línea, desde Barcelona a Ripoll y Puigcerdá, a 3 kV c.c., por lo que hubo que transformar las locomotoras a los nuevos parámetros. Para ello fueron transportadas a Valencia, donde la empresa Maquinaria y Construcciones S.A. (MACOSA) fue la encargada de la modificación de los equipos eléctricos. Los nuevos motores fueron suministrados por la casa suiza Ateliers de Sécheront, de la cual la empresa valenciana detentaba la licencia para España. El 1 de septiembre de 1971 Renfe adoptó la numeración UIC para su material motor y a las locomotoras les correspondió la nueva serie 281.

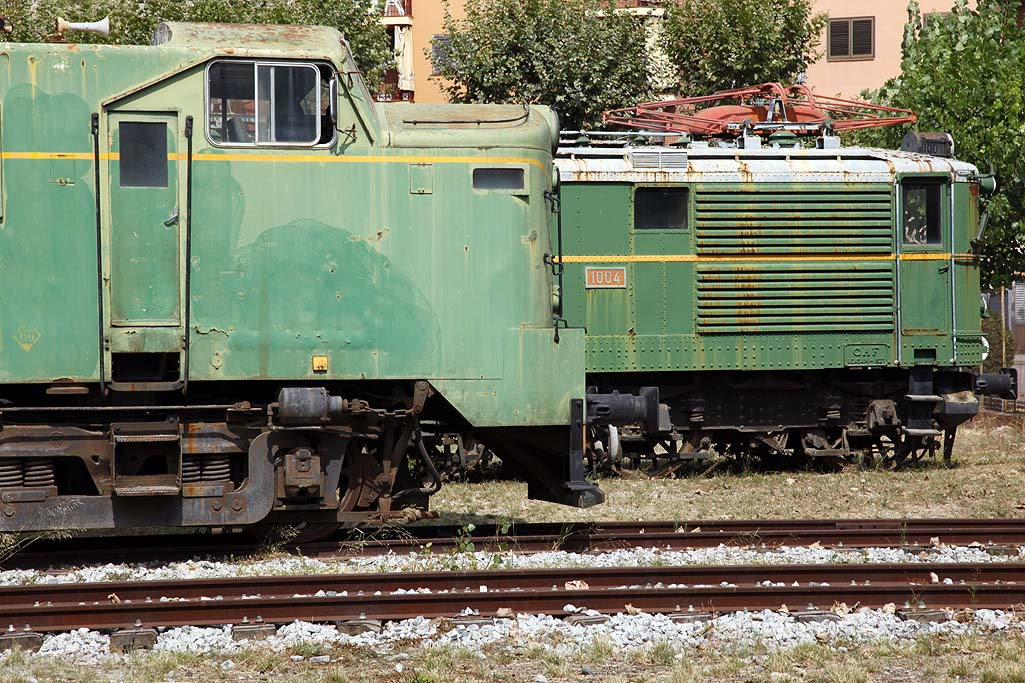
Locomotora 1004 en el Museo del Ferrocarril de Cataluña, en la localidad de Villanueva y Geltrú (Barcelona)

## Servicios realizados
Prestaron servicio remolcando trenes de viajeros hasta 1982, llegando también hasta San Juan de las Abadesas y Vich tras la constitución de la Renfe. Cuando todos los servicios de viajeros fueron prestados por material autopropulsado desde los años 80, se encargaron de trenes de trabajos, despejando la vía en invierno al adaptárseles un escudo quitanieves, servicio que prestaron hasta causar baja en 1987. Al ser retiradas tenían más de 50 años, por lo que han sido las locomotoras eléctricas con mayor tiempo de servicio en España.

## Locomotoras preservadas
La primera y la última de la serie han sido las únicas desguazadas. La locomotora 1002 se encuentra hoy preservada delante de la estación de Ripoll, cedida al ayuntamiento de dicha localidad. La 1003 se encuentra en Lérida, cedida por el Museo del Ferrocarril de Madrid y conservada por la Asociación para la Reconstrucción de Material Ferroviario (ARMF) en perfecto estado de marcha. La 1004 está incorporada a la colección del Museo del Ferrocarril de Cataluña. La 1005 está en Zaragoza, también en orden de marcha, cedida por el Museo del Ferrocarril de Madrid y preservada por la Asociación Zaragozana de Ferrocarriles y Tranvías (AZAFT), mientras que la 1006 se encuentra abandonada en las vías de la estación de Ripoll.